# Vehementer Nos
Vehementer Nos foi uma encíclica papal promulgada pelo Papa Pio X em 11 de fevereiro de 1906. Ele denunciou a lei francesa sobre a separação das igrejas e do Estado, promulgada dois meses antes. Ele condenou a revogação unilateral da Concordata de 1801 entre Napoleão e o Papa Pio VII, que concedeu à Igreja Católica um status distinto e estabeleceu uma relação de trabalho entre o governo francês e a Santa Sé. O título do documento é retirado de suas palavras iniciais em latim, que significam "nós fortemente".

## Pano de fundo
Antes da Revolução Francesa de 1789, o catolicismo romano era a religião oficial da França e intimamente identificado com o Antigo Regime. Durante a Revolução Francesa, a Assembleia Nacional tomou propriedades da Igreja e emitiu a Constituição Civil do Clero, que fez da Igreja um departamento do Estado, efetivamente removendo-a da autoridade papal. As leis subsequentes aboliram o calendário gregoriano tradicional e os feriados cristãos. A revolução levou a uma breve separação entre igreja e estado em 1795, culminando com o restabelecimento de Napoleão da Igreja Católica como religião oficial com a Concordata de 1801.
Embora a Concordata tenha restaurado alguns laços com o papado, foi uma tentativa da parte de Napoleão de ganhar o favor dos católicos na França e favoreceu amplamente o estado. De acordo com seus termos, o catolicismo era reconhecido como a religião da grande maioria dos franceses, mas não a religião oficial do estado. Embora o papado tivesse o direito de depor bispos, o governo francês manteve o direito de nomeá-los. O estado pagaria salários clericais ao clero que fizesse um juramento de lealdade ao estado. A Igreja Católica também desistiu de todas as reivindicações de terras da Igreja confiscadas após 1790, mas o domingo foi restabelecido como uma "festa", a partir do domingo de Páscoa, 18 de abril de 1802.

## Lei de 1905
Em 1905, o governo francês aprovou uma lei estipulando “a separação das igrejas e do estado, e revogando unilateralmente os termos da Concordata de 1801. De acordo com Sheridan Gilley, embora afirmasse garantir a liberdade de culto, a lei mantinha a religião sob regulamentação estatal. A lei estipulou que todas as propriedades da Igreja fossem entregues a "associações" de leigos. O papa e a maioria dos católicos franceses consideraram que a lei minava a autoridade independente da Igreja. Pio via isso como relacionado às teorias modernistas populares na França e um ataque combinado à Igreja. Na Itália, o modernismo era mais político do que doutrinário.
Em fevereiro de 1906, o governo começou a fazer inventários de bens eclesiásticos para "prevenir qualquer roubo de antiguidades". Isso provocou distúrbios em Paris, Lille e em alguns distritos do país por católicos franceses descontentes. As pessoas se barricaram em igrejas. De acordo com Mary McAuliffe, as pessoas tocavam os sinos das igrejas para soar o alarme e se armavam com paus e forcados. Ela observa que nos Pirenéus os bascos trouxeram seus ursos. A oposição às reformas foi apoiada pelos monarquistas.